# Guerre romano-parthique de 161-166
La guerre romano-parthique de 161-166, aussi appelée guerre parthique de Lucius Verus, regroupe l'ensemble des campagnes supervisées par l'empereur romain Lucius Aurelius Verus entre 161 et 166 face aux Parthes du grand-roi arsacide Vologèse IV de Parthie.
Les Parthes lancent une campagne en 161 dans le royaume d'Arménie, un état-client de Rome, dont ils expulsent le roi afin d'installer un des leurs. Le légat romain Statius Priscus reprend le contrôle du royaume d'Arménie en 163, Claudius Fronto (en) celui de l'Osroène, et surtout Avidius Cassius avance en Mésopotamie, s'empare de Séleucie du Tigre, qu'il met à sac, et de Ctésiphon, la capitale parthe, en l'an 165. Les succès de ses généraux permettent d'étendre la frontière de l'Empire romain à l'est de l'Euphrate, jusqu'à Doura Europos.

## Relations entre Rome et les Parthes
Les premiers contacts entre Rome et les Parthes s'établissent lorsque les Romains envahissent l'Asie Mineure vers la fin du IIe siècle av. J.-C. S'ensuivent plus de sept siècles de relations tumultueuses et tendues sans qu'aucune des deux puissances, qui contrôlent chacune un vaste territoire, ne parviennent à imposer sa suprématie sur l'autre. Malgré tout, les conflits sont séparés de longues périodes de paix qui favorisent la mise en place d'échanges culturels et commerciaux.
Le royaume d'Arménie, qui constituera avec la partie orientale de la Syrie et le nord-ouest de la Mésopotamie un des principaux enjeux des conflits avec les Parthes, devient une puissance majeure en Orient durant la première moitié du Ier siècle av. J.-C.

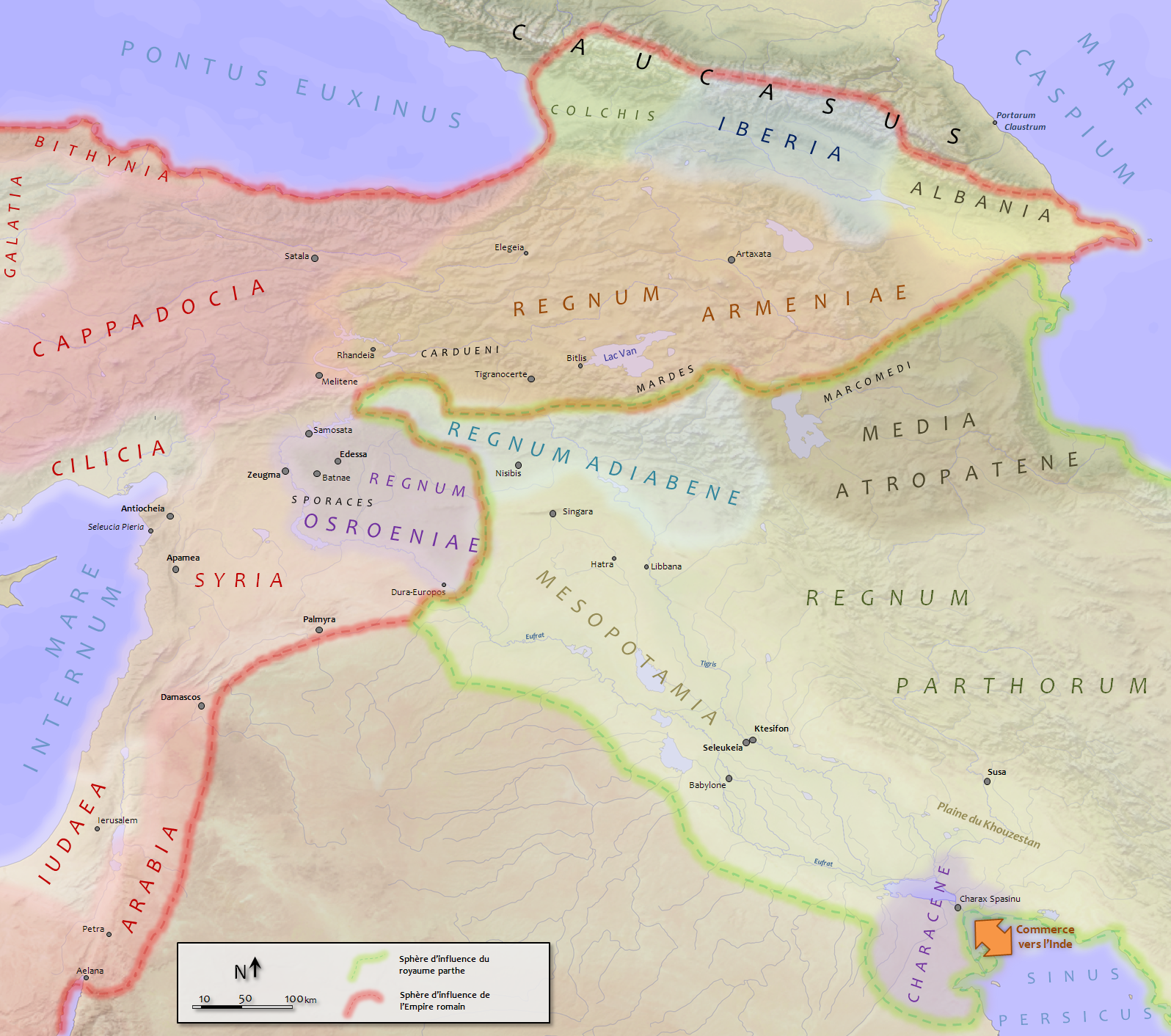
Situation orientale en 110 avant la guerre parthique de Trajan, similaire à la situation sous Hadrien puis Antonin le Pieux.

Les campagnes de Trajan ont pour conséquences directes l'annexion et la création de provinces éphémères comme l'Arménie et la Mésopotamie. Au moment de la mort de Trajan, au milieu de l'été 117, la Grande-Arménie est de nouveau sous contrôle romain même si les combats continuent, excepté la partie cédée peu avant par Trajan. Dans le nord de la Mésopotamie, Lusius Quietus est parvenu à reprendre la situation en main. Les combats ne sont pas arrêtés mais les rebelles ont été isolés en petites poches. Dans le sud de la Mésopotamie, le roi-client Parthamaspatès n'a pas pu se maintenir et a été renversé par Chosroes qui reprend la contrôle de sa capitale.
La situation n'est pas catastrophique mais la reconquête des territoires perdus nécessite la mise en place d'une nouvelle expédition. Dans ces conditions, Hadrien décide de ne pas poursuivre la politique expansionniste de Trajan en Orient et renonce à l'Arménie et la Mésopotamie. Lucius Catilius Severus, nouvellement nommé gouverneur de Syrie par Hadrien, traite avec Vologèse et le confirme sur le trône d'Arménie.
En juin 123, Hadrien rencontre le roi parthe Chosroes Ier sur une île de l'Euphrate où est conclu un traité de paix. Hadrien s'engage à ne pas intervenir dans les affaires du royaume parthe en ne soutenant pas par exemple la révolte de Parthamaspatès. La fille de Chosroes, capturée par Trajan à Ctésiphon et ramenée à Rome est renvoyée en Parthie. La dynastie des Abgarides, dont le roi Abgar VII avait été tué lors de la répression de Quietus en 116, qui a chassé Parthamaspatès du trône d'Osroène, est confirmée à la tête du royaume. L'Arménie reste sous la protection de Rome avec Vologèse pour roi. La frontière orientale de l'Empire retrouve donc son tracé d'avant les campagnes de Trajan.
Plus tard, selon l’Histoire Auguste, Antonin le Pieux « n'a besoin que d'une lettre pour détourner le roi des Parthes du dessein d'attaquer les Arméniens ».

## Sources
Comme il y a peu de sources écrites contemporaines sur cette guerre, c'est en grande partie sur les monnaies et le monument parthe d'Éphèse que les historiens peuvent s'appuyer. Quelques notes sur cette guerre sont disponibles dans l'ouvrage Comment il faut écrire l'histoire du contemporain Lucien de Samosate, né vers 120 en Syrie et mort après 180 en Égypte. Enfin, il y a l’Histoire Auguste avec les vies des empereurs romains, mais les informations sont imprécises et peu fiables.

## Déroulement de la guerre de 161-166

### Attaque parthe en Arménie

Le royaume d'Arménie vers 150.

Vologèse IV de Parthie lance une campagne, à la fin de l'été ou au début de l'automne 161. Il pénètre dans le royaume d'Arménie, un État-client de Rome, expulse le roi, peut-être Sohaemus, et installe un certain Pakoros, arsacide comme lui, sur le trône,.
À l'époque de l'invasion, le gouverneur de Syrie est Lucius Attidius Cornelianus. Il est maintenu à son poste bien que son mandat prenne fin normalement à la fin de l'an 161, pour éviter de donner aux Parthes une occasion d'agir au moment du remplacement.
Le gouverneur de la Cappadoce, la province représentant la ligne de front dans tous les conflits arméniens, est Marcus Sedatius Severianus, un gaulois ayant une très grande expérience militaire, mais la vie en Orient a un effet délétère sur son caractère,. Severianus est tombé sous l'influence de Alexandre d'Abonuteichos, un prophète autoproclamé qui porte un dieu-serpent nommé Glycon autour de lui. Abonuteichos est le beau-père du respecté sénateur Publius Mummius Sisenna Rutilianus, alors proconsul d'Asie, et est ami avec de nombreux membres de l'élite romaine,. Abonuteichos convaincrait Severianus qu'il peut vaincre les Parthes facilement et garder la gloire pour lui-même,.
Severianus mène une légion, peut-être la legio IX Hispana, en Arménie, mais est piégé par le grand parthe Chosrhoes à Elegeia, une ville située juste au-delà de la frontière de la Cappadoce, en amont des sources de l'Euphrate. Severianus tente de lutter contre Chosrhoes mais meurt, probablement en se suicidant. Sa légion est massacrée. La campagne n'a duré que trois jours,,.
Il y a des menaces sur d'autres frontières, notamment en Bretagne, en Rhétie et en Germanie supérieure, où les Chattes du massif montagneux Taunus ont récemment franchi le limes,. Marc Aurèle n'est pas préparé pour faire face à ces menaces si l'on en croit l’Histoire Auguste. Antonin le Pieux ne semble lui avoir donné aucune expérience militaire et il a passé l'ensemble des vingt-trois ans de règne d'Antonin aux côtés de l'empereur et non dans les provinces,,. Cependant, certains auteurs modernes, s'appuyant sur Sidoine Apollinaire plutôt que sur l’Histoire Auguste, contestent le fait que Marc Aurèle n'ait aucune expérience militaire, Apollinaire signalant qu'il a commandé d'innombrables légions du vivant d'Antonin,. Cependant, que ce soit l’Histoire Auguste ou les écrits de Sidoine Apollinaire, cela date de respectivement deux et trois siècles après les faits.
Marc Aurèle procède aux nominations nécessaires : Marcus Statius Priscus, alors gouverneur de Bretagne, prend la place vacante de Severianus en Cappadoce tandis que Sextus Calpurnius Agricola remplace Priscus,.
L'armée de Attidius Cornelianus est défaite dans une bataille contre les Parthes, et fait retraite en désordre,. Des renforts sont dépêchés sur la frontière parthe. Publius Iulius Geminius Marcianus (en), un sénateur africain commandant la legio X Gemina à Vindobona en Pannonie supérieure, rejoint la Cappadoce avec des détachements des légions du Danube,. Trois légions complètes sont également envoyées en Orient : la I Minerva, depuis Bonn en Germanie inférieure,, la II Adiutrix depuis Aquincum en Pannonie inférieure, et la V Macedonica depuis Troesmis en Mésie inférieure,. Les frontières du nord sont stratégiquement affaiblies et les gouverneurs reçoivent l'ordre d'éviter les conflits si possible,.
Attidius Cornelianus, à la suite de la défaite de son armée, est remplacé par Marcus Annius Libo, fils de Marcus Annius Libo et cousin germain de Marc Aurèle, en tant que gouverneur ou simple légat. Il est probablement consulaire depuis peu, l'an 161, et il est sans doute dans la trentaine, et, étant un patricien, manque d'expérience militaire. Marc Aurèle le choisit plutôt comme homme de confiance que pour ses talents,.

### Début de l’expédition romaine
Au cours de l'hiver 161-162, alors que d'autres mauvaises nouvelles arrivent, notamment une rébellion qui couve en Syrie, il est décidé que c'est Lucius Aurelius Verus qui prend le commandement en personne de la guerre contre les Parthes. Il est physiquement plus fort et en meilleure santé que Marc Aurèle et il semble surtout être plus adapté que son coempereur à l'activité militaire,. Le biographe de l’Histoire Auguste suggère un autre motif inavoué, celui de restreindre les débauches de Lucius, de le rendre plus économe, de transformer ses mœurs par la terreur de la guerre et pour qu'il réalise qu'il est empereur romain,. Certains historiens modernes pensent qu'il y a une part de vérités dans ces considérations. Quoi qu'il en soit, le Sénat donne son assentiment, et Lucius part pour l'Orient. Marc Aurèle reste à Rome, la cité « exigeant la présence d'un empereur, ».

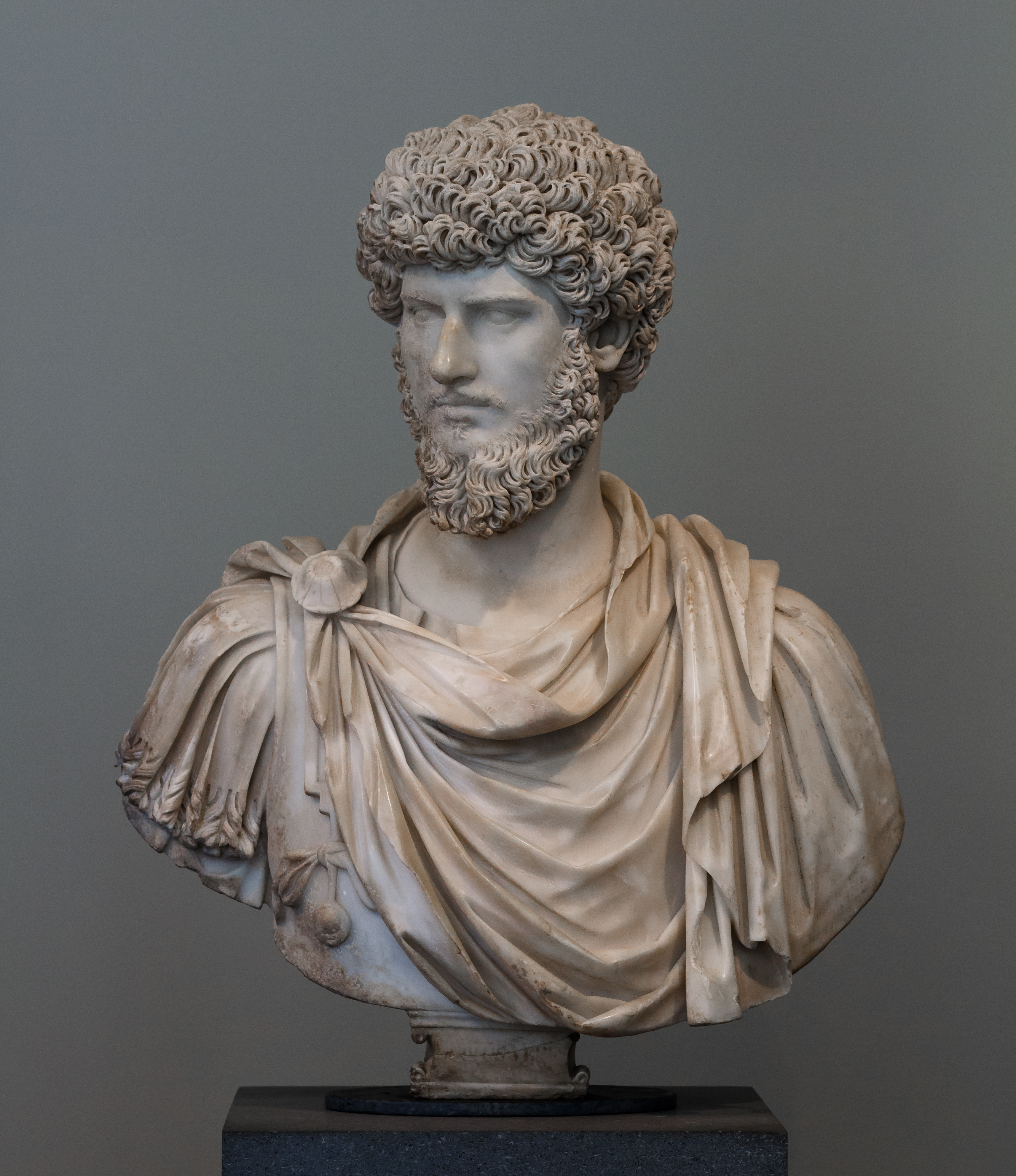
Buste de Lucius Aurelius Verus, coempereur romain de 161 à 169.

Titus Furius VictorinusFurius Victorinus, un des deux préfets du prétoire, accompagne Lucius dans sa campagne parthique avec une partie de la garde prétorienne. Victorinus a précédemment servi comme procurateur de Galatie, lui donnant une certaine expérience des affaires de l'Orient. De plus, il a une longue expérience militaire, ayant servi aussi en Bretagne, sur le Danube, en Hispanie, comme préfet de la flotte italienne, préfet d'Égypte et de nombreux postes à Rome même,. En outre, il est beaucoup plus qualifié que son collègue Sextus Cornelius Repentinus (en), dont on dit qu'il doit son poste grâce à l'influence de la maîtresse d'Antonin, Galeria Lysistrate,,. Comme un préfet doit accompagner la garde, Victorinus est le choix évident,.
L'empereur est aussi accompagné par la paire de sénateurs Marcus Pontius Laelianus Larcius Sabinus (en) et Marcus Iallius Bassus. Laelianus a été gouverneur de chacune des deux Pannonies et surtout de Syrie en 153, donc il a une connaissance de première main sur l'Orient, de l'armée et de la stratégie militaire sur les frontières. Il est fait comes Augustorum (« compagnon des empereurs »),. Il est, selon les mots de Fronton, « un homme sérieux adepte de la discipline à l'ancienne, ». Bassus a été gouverneur de Mésie inférieure et est aussi fait comes,.
Lucius choisit ses affranchis préférés, incluant Geminus, Agaclytus, Coedes, Eclectus, et Nicomedes qui renonce à sa fonction de praefectus vehiculorum pour prendre le commandement de la sécurité de la force expéditionnaire,.
La Classis Misenensis, la flotte de Misène, est chargée de transporter l'empereur et d'assurer les communications,.
Lucius Aurelius Verus quitte Rome à l'été 162 pour prendre un navire depuis Brundisium mais son voyage est long et il se peut qu'il n'arrive à Antioche qu'au milieu de l'année 163,,.
Marcus Statius Priscus, quant à lui, est déjà arrivé en Cappadoce et a gagné une grande réputation en 163 pour ses succès,,.

### Préparation romaine à Antioche
Lucius passe la plupart du temps de la campagne près d'Antioche même, hivernant à Laodicée et passant les étés à Daphnè, dans les faubourgs de la cité de l'Oronte.
Lucius fait, semble-t-il, tout à fait face à une tâche. Fronton décrit une scène évoquant l'arrivée de Corbulon cent ans plus tôt. L'armée syrienne s'est ramollie depuis la longue paix à l'Est et la guerre parthique de Trajan de 113-117. Les soldats ont passé plus de temps dans les rues des villes et les tavernes que dans leurs quartiers militaires. Sous Lucius Aurelius Verus, la formation est renforcée, notamment par l'action d'Avidius Cassius. Pontius Laelianus (en) ordonne que leurs selles soient dépouillées de leur rembourrage. Le jeu et la boisson sont fortement réglementés,. Fronton écrit que Lucius est à pied à la tête de son armée aussi souvent qu'à cheval. Il inspecte personnellement les soldats sur le terrain et au camp, y compris à l'infirmerie,.

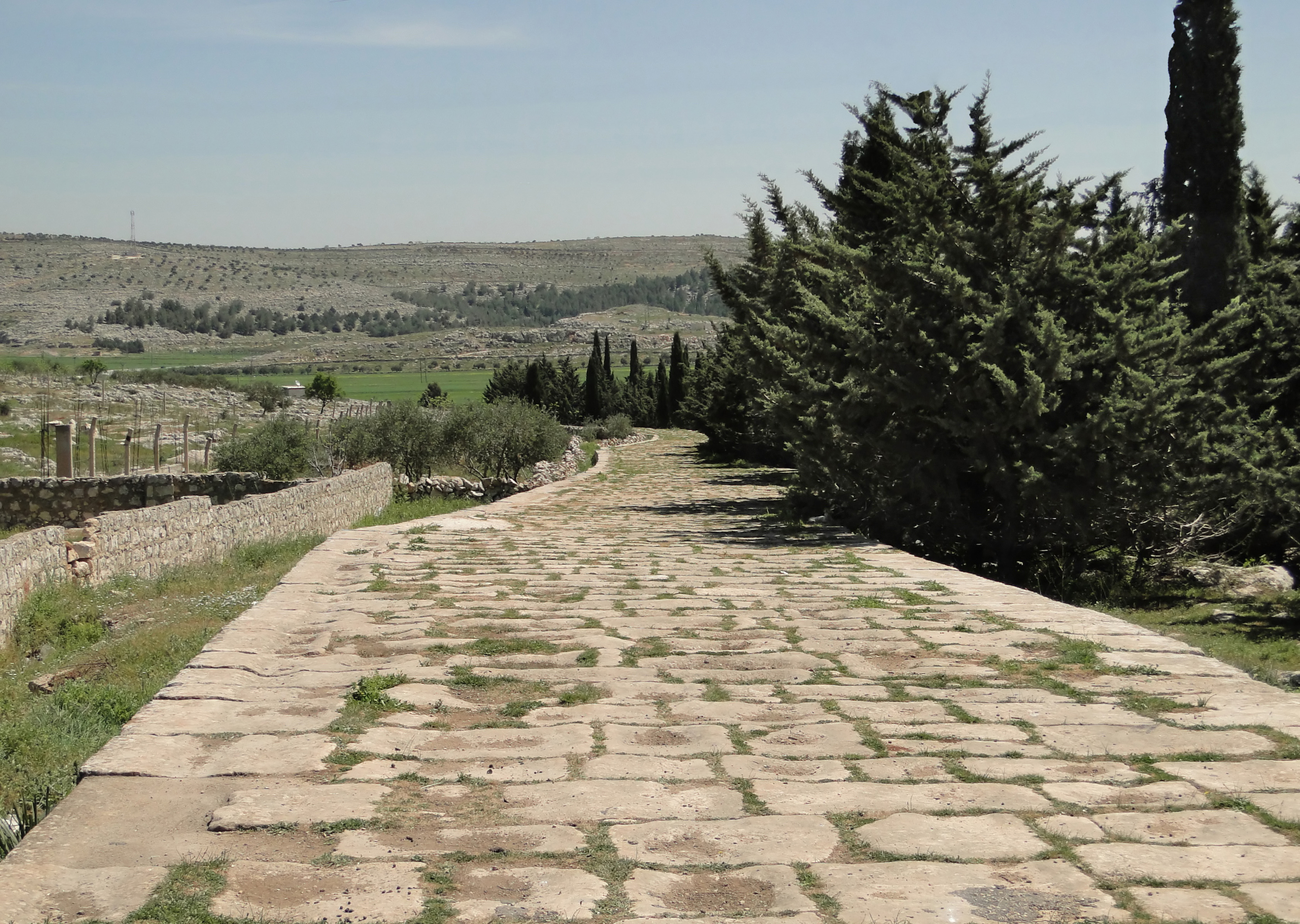
Voie romaine en Syrie qui relie Antioche à Chalcis.

Lucius envoie à Fronton quelques messages au début de la guerre, dont une où il s'excuse pour son silence. Il ne donne pas le détail de ses plans, qui peuvent changer en un jour écrit-il. En outre, Verus n'a que peu jusqu'ici à montrer de son travail. Lucius ne veut pas que Fronton subisse l'angoisse qui le tient jour et nuit,,. Une des raisons de la réticence de Lucius est peut-être l'échec des négociations avec les Parthes après la conquête romaine de l'Arménie. La présentation des termes de paix fait par Lucius est vue comme de la lâcheté,. Les Parthes ne veulent pas de la fin des hostilités,.
Lucius a besoin de faire des importations massives à Antioche, donc il ouvre une voie de navigation jusqu'à l'Oronte. Parce que la rivière passe par des rapides à travers une falaise avant d'atteindre la ville, Lucius ordonne qu'un nouveau canal soit creusé. Après l'achèvement du projet, le vieux lit de l'Oronte est asséché, ce qui expose les os massifs d'un Géant de la mythologie grecque. Le géographe contemporain Pausanias le Périégète parle d'une bête ayant une taille de plus de onze coudées, soit environ cinq mètres. L'oracle de Claros déclare que ce sont les os de l'esprit de la rivière,,.

### Contre-attaque romaine en Arménie et Osroène
Les légions I Minervia et V Macedonica, sous les légats Marcus Claudius Fronto (en) et Publius Martius Verus, servant sous Marcus Statius Priscus en Arménie, remportent des succès pour Rome durant l'année de campagne de l’an 163,, incluant la prise de la capitale arménienne Artaxata,,. L'armée de Syrie est renforcée par la legio II Adiutrix et les légions danubiennes sous le légat Geminius Marcianus de la legio X Gemina.
À la fin de l'année, Lucius Aurelius Verus prend le titre d’Armeniacus, bien qu'il n'ait pas participé aux combats. Marc Aurèle ne prend le titre que l'année suivante,,,,. Quand Lucius est salué comme imperator à nouveau, cependant, Marc Aurèle n'hésite pas à se faire appeler Imperator II en même temps que lui,,.

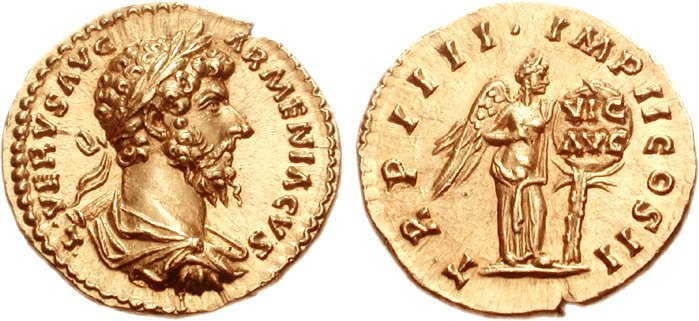
Aureus de Lucius Aurelius Verus de 164 : « L • VERVS AVG ARMENIACVS », lauréat, drapé et cuirassé à droite du buste ; « TR P IIII • IMP II COS II », Victoire debout à droite, tenant stylis dans la main droite, la main gauche reposant sur un bouclier rond inscrit où est « VIC / PAR » sur le palmier.

Le royaume d'Arménie est reconstitué selon les conditions romaines. En 164, une nouvelle capitale, Kaine Polis, c'est-à-dire « nouvelle cité », remplace Artaxata,,,. Cette ville est située à 50 kilomètres de la frontière romaine. Des détachements des légions de Cappadoce sont attestées à Etchmiadzin, sous la face sud du mont Ararat. Cela signifie une marche de vingt jours ou plus, à travers un terrain montagneux, de la frontière romaine. « Un exemple remarquable de l'impérialisme », selon les mots de Fergus Millar.
Un nouveau roi est installé ou réinstallé, un sénateur romain de rang consulaire et descendant des Arsacides, Caius Iulius Sohaemus ou Sohaemus d'Arménie. Il peut même ne pas avoir été couronné en Arménie, la cérémonie pouvant avoir lieu à Antioche ou même à Éphèse,. Sohaemus est salué sur la monnaie impériale de 164 avec la légende Rex armeniis datus, Lucius Aurelius Verus étant assis sur un trône avec son personnel et Sohaemus se tient devant lui, saluant l'empereur,,.
En 163, tandis que Marcus Statius Priscus est occupé en Arménie, les Parthes interviennent en Osroène, un royaume-client de Rome en Haute-Mésopotamie, juste à l'est de la Syrie, dont la capitale est Édesse. Ils déposent le roi du pays, un certain Mannus, ou Ma’nu VII Philorhômaios, pour le remplacer par leur propre candidat, qui reste en fonction jusqu'en 165,,,. La monnaie d'Édesse montre Vologèse IV de Parthie sur l'avers et Wael le roi, « W'L MLK ’ », sur le revers,. En réponse, les forces romaines se déplacent en aval, pour traverser l'Euphrate plus au sud,.

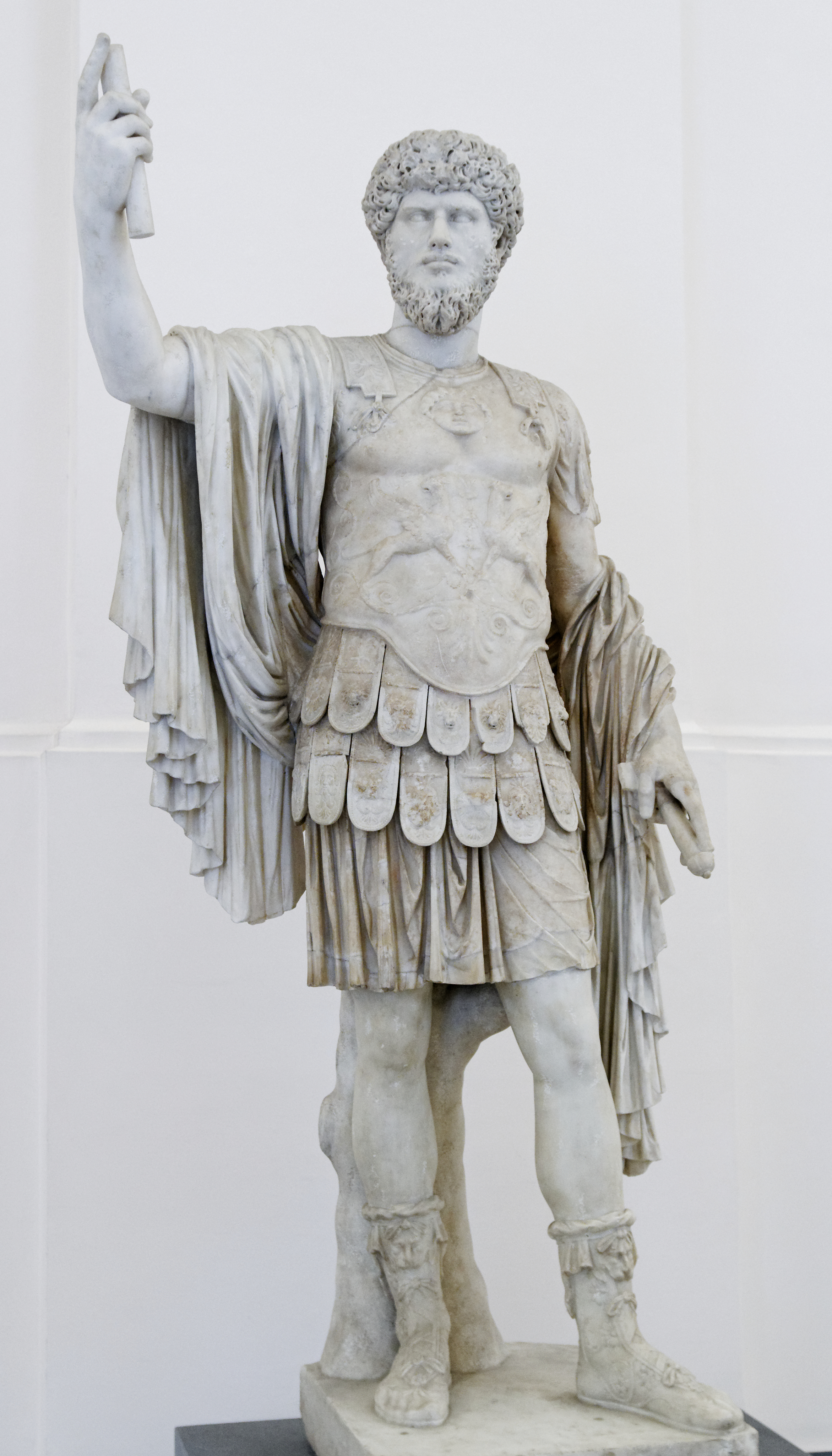
Statue cuirassée avec une tête de Lucius Aurelius Verus qui n'appartient pas au corps.

Selon le témoignage de Lucien de Samosate, se référant à une bataille à Sura, les Parthes tiennent le sud et les Romains la rive de l’Euphrate en Syrie en 163,,. Avant la fin de l’année, cependant, les forces romaines se déplacent au nord pour occuper Dausara et Nicephorium en Osroène sur la rive parthe,,,. La lettre de Fronton notant la victoire date de 164, mais la bataille elle-même date de 163. Peu de temps après la conquête de la rive nord de l'Euphrate, d'autres forces romaines viennent d'Arménie en Osroène, prennent Anthemusia, une ville au sud-ouest d'Édesse,.
Il y a peu de mouvement en 164, l'année est consacrée à la pacification des territoires reconquis et à la préparation d'une expédition sur le territoire parthe,.

### Invasion romaine de la Mésopotamie
En 165, les forces romaines, peut-être menées par Martius Verus et la legio V Macedonica, passent en Mésopotamie. Édesse est réoccupée, Mannus réinstallé sur le trône d'Osroène,. Sa monnaie reprend, célébrant Ma'nu le roi, « M'NW MLK’ » ou encore une avec les empereurs romains d'un côté et Roi Mannos, ami des Romains, « Basileus Mannos Philoromaios », de l'autre.
Les Parthes se retirent à Nisibe, mais cette ville est assiégée et conquise. L'armée parthe se disperse sur le Tigre. Leur général Chosrhoes nage vers l'aval et se cache dans une grotte,.
Une seconde force, sous Avidius Cassius et la legio III Gallica, descend l'Euphrate et mène une grande bataille à Doura Europos,,,.
À la fin de l'année, l’armée de Avidius Cassius atteint les métropoles jumelles de Mésopotamie : Séleucie sur la rive droite du Tigre et Ctésiphon sur la gauche. Cette dernière est prise et son palais royal est incendié. Les citoyens de Séleucie, encore largement grecs, la ville ayant été la capitale de l'Empire séleucide, ouvrent leurs portes aux envahisseurs. La ville est néanmoins mise à sac, laissant une marque noire sur la réputation de Lucius Aurelius Verus. Des excuses sont trouvées ou inventées, la version officielle voulant que les Séleucides ont trahi les premiers,,. Quelle que soit la vérité, le sac marque un chapitre particulièrement destructeur dans le long déclin de Séleucie du Tigre, voire à parler de destruction et que ce siège et ce sac marquent la fin de l'histoire de cette ville.
Avidius Cassius, bien que son armée souffre d'une pénurie de ravitaillement et des effets de la peste contractée à Séleucie du Tigre, ramène ses troupes en territoire romain sans dommage. Iunius Maxime, un jeune tribunus laticlavius servant dans la legio III Gallica sous Cassius, porte la nouvelle de la victoire à Rome. Maximus reçoit une prime généreuse (dona) pour avoir apporté les bonnes nouvelles, et la promotion immédiate à la questure,,,.

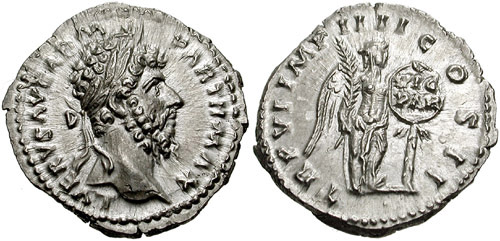
Denier de Lucius Aurelius Verus de 166 : « L VERVS AVG ARM PARTH MAX », lauréat tête droite ; « TRP VII IMP IIII COS II », Victoire debout à droite, tenant une palme et un bouclier où est inscrit « VIC / PAR » sur le palmier.

Lucius prend le titre de Parthicus Maximus, et lui et Marc Aurèle sont salués imperatores à nouveau, gagnant la titulature Imp III,.
L'armée de Avidius Cassius retourne en campagne en 166, traversant le Tigre afin de pénétrer en Médie. À la suite de cette dernière campagne, Lucius prend le titre de Medicus, et les empereurs sont à nouveau salués comme imperatores, devenant Imp IV dans la titulature impériale. Marc Aurèle prend alors les surnoms Parthicus Maximus, à nouveau après un délai,.

### Fin de la guerre et gains territoriaux
En 166, cinquante ans après Trajan et ses campagnes orientales, la Mésopotamie est soumise et les Parthes repoussés sur le plateau iranien. Cependant, les troupes romaines sont décimées par la maladie, notamment la peste antonine qui sévit à partir de la fin de l’an 165, ce qui met fin aux expéditions romaines. Cette peste sera par ailleurs transmise par l’armée parthique dans tout l'Empire.

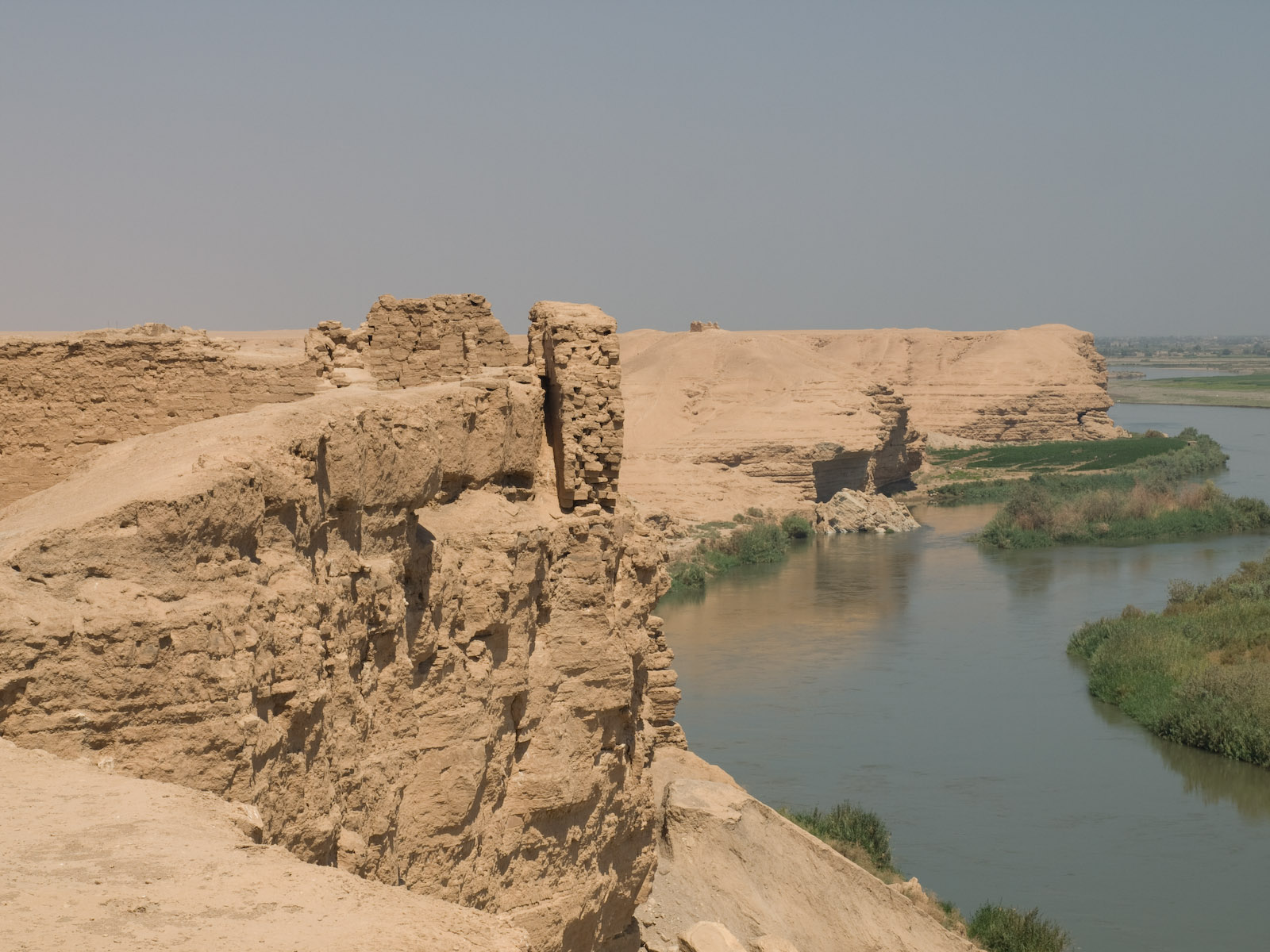
L'Euphrate à hauteur de la citadelle de Doura-Europos.

Vologèse IV de Parthie, qui règne depuis 147 et restera roi jusqu'en 191, s'incline et accepte la paix en cédant la Mésopotamie occidentale aux Romains. Le bilan de la guerre est loin d'être négatif pour Rome : le royaume d'Arménie et celui d'Osroène sont de nouveau des états-clients de Rome, avec des princes sûrs, et recréant un glacis protégeant la Cappadoce et la Syrie. Les rives de l'Euphrate jusqu'à Doura-Europos sont terres romaines pour près d'un siècle, annexion de taille modeste mais primordiale sur un plan stratégique pour défendre la région,.
Le crédit des succès militaires doit être aussi attribué aux subordonnés des généraux. Les forces qui ont avancé en Osroène ont été menées par Claudius Fronto (en), un provincial d'Asie avec une ascendance grecque qui avait été à la tête de la legio I Minervia en Arménie sous Statius Priscus. C'est probablement le premier à atteindre le rang de sénateur dans sa famille,. Il devient consul suffect en 165, probablement en honneur de la prise d'Édesse,. Martius Verus a mené la legio V Macedonica sur le front, après avoir aussi servi sous Priscus. C'est un sénateur occidental, peut-être de Tolosa en Narbonnaise. Il devient également consul suffect, lui en 166, puis gouverneur de Cappadoce, chargé de surveiller le royaume d'Arménie où il intervient avec succès dès 172,,.
Le général le plus important est Avidius Cassius, commandant de la legio III Gallica, une des légions syriennes. C'est un jeune sénateur de basse naissance venant de Cyrrhus, une cité du nord de la Syrie. Son père, Caius Avidius Heliodorus, n'est pas sénateur mais est un haut fonctionnaire d'Hadrien devenu préfet d'Égypte. Cassius n'hésite pas à se réclamer descendant des rois séleucides,,,. Il est lui aussi honoré d'un consulat suffect en 166, et devient gouverneur de Syrie la même année. Il obtient des pouvoirs étendus sur l'administration de toutes les provinces de la région en 169.
À son retour à Rome, Lucius se voit décerner un triomphe. Le défilé est inhabituel car il inclut Lucius, Marc Aurèle, leurs fils et leurs filles non mariées comme dans une grande fête de famille. Les deux fils survivants de Marc Aurèle, Commode, âgé de cinq ans, et Annius Verus qui en a trois, sont élevés au rang de « César » pour l'occasion.